# (9618) Johncleese
(9618) Johncleese est un astéroïde de la ceinture principale.

## Description
(9618) Johncleese est un astéroïde de la ceinture principale. Il fut découvert le 17 mars 1993 à La Silla par le programme UESAC. Il présente une orbite caractérisée par un demi-grand axe de 2,37 UA, une excentricité de 0,14 et une inclinaison de 8,0° par rapport à l'écliptique.
Il est nommé d'après l'acteur britannique John Cleese.

## Compléments